# Armorial des freguesias de Alvaiázere
- il comporte peu ou pas de sources.
- il reste des blasons à dessiner dans cet armorial.

Cette page donne les armoiries (figures et blasonnements) des freguesias de Alvaiázere. 
| Image | Nom de la commune et blasonnement |
| ----- | --------------------------------- |
|       | Almoster                          |
|       | Alvaiázere                        |
|       | Maçãs de Caminho                  |
|       | Maçãs de Dona Maria               |
|       | Pelmá                             |
|       | Pussos                            |
|       | Rego da Murta                     |